# Calliostoma grohi
Calliostoma grohi is een slakkensoort uit de familie van de Calliostomatidae. De wetenschappelijke naam van de soort is voor het eerst geldig gepubliceerd in 2007 door Stratmann & Stahlschmidt.